# Ateuchus alvarezi
Ateuchus alvarezi là một loài bọ cánh cứng trong họ Bọ hung (Scarabaeidae).